# Великий Юг (притока Кільмезю)
Вели́кий Юг (рос. Большой Юг) — річка в Кіровській області (Кільмезький район), Росія, ліва притока Кільмезю.
Річка починається за 5 км на південний схід від села Кабачки. Річка протікає спочатку на північний захід, потім на північний схід, невелика ділянка середньої течії спрямована на північ. У верхній течії пересихає, русло нешироке, долина вузька, особливо в пригирловій ділянці. Береги заліснені. Приймає декілька дрібних приток. Впадає до Кільмезю на північно-західній околиці смт Кільмезь.
Над річкою розташовані села: Кабачки, Дуброва, Свєт і Знаніє. Річку двічі перетинають автомобільні мости.